# Corexit
Corexit är ett lösningsmedel tillverkat av Nalco som bland annat har använts för att försöka skingra läckt olja vid oljeutsläppet i Mexikanska golfen 2010.